# Puya pusilla
Puya pusilla là một loài thực vật có hoa trong họ Bromeliaceae. Loài này được H.E.Luther miêu tả khoa học đầu tiên năm 1997.